# Schloss Ritzen

Schloss Ritzen um 1930

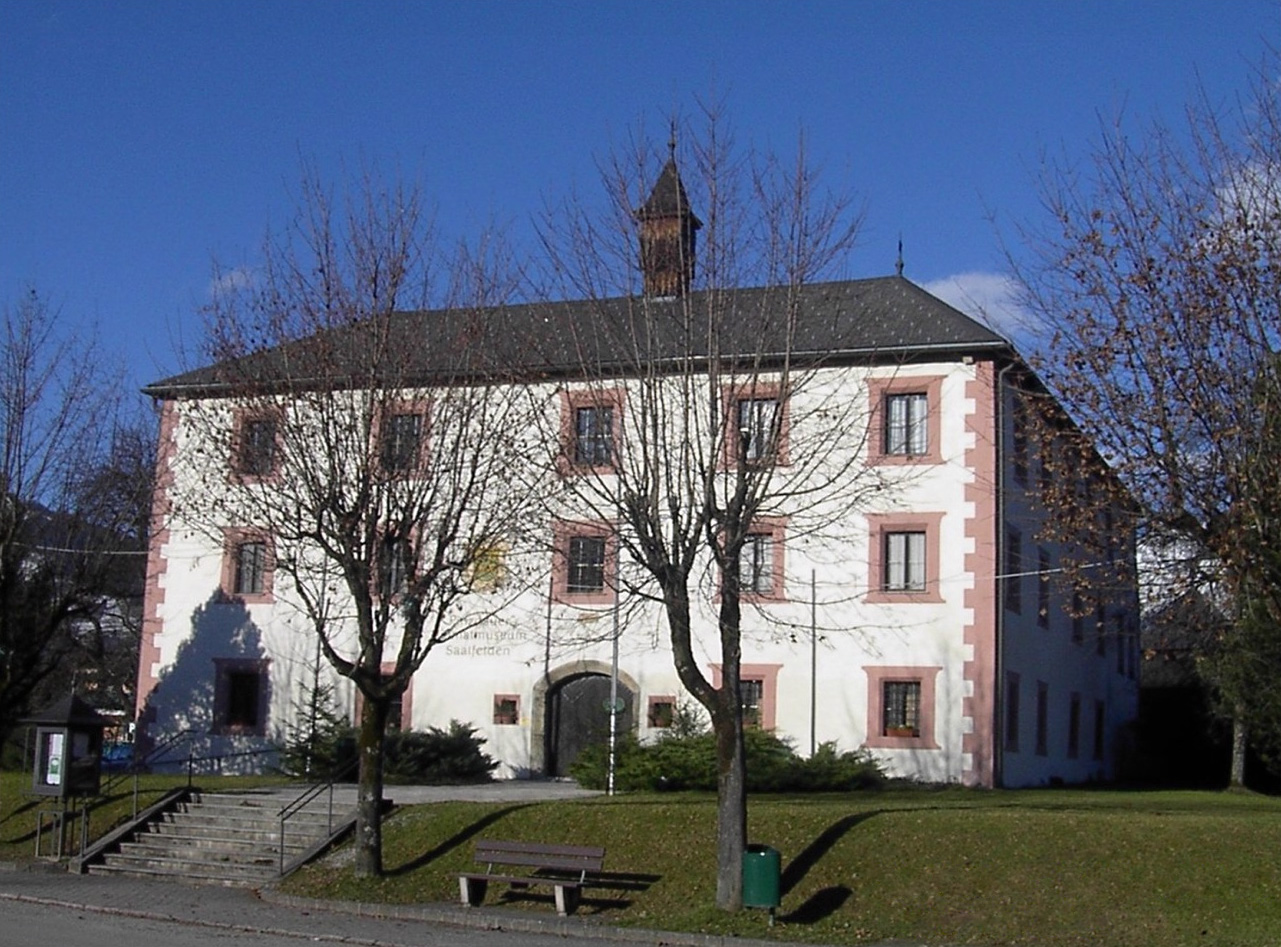
Saalfelden 2004
Schloss Ritzen

Schloss Ritzen (früher Grub genannt) ist eines der Schlösser in der Stadtgemeinde Saalfelden im Salzburger Land.
Ausgehend von einer frühmittelalterlichen Burganlage änderte sich die Bausubstanz im Laufe der Jahrhunderte ständig. Es wurde laufend angebaut und abgerissen und 1892 vernichtete ein Feuer einen Großteil des Anwesens. Erst als das Schloss Ritzen in Öffentliche Hände gelangte, konnte ein weiterer Verfall verhindert werden. Das Schloss und seine verbliebenen alten Bausubstanzen wurden restauriert und renoviert. Auch einige Zu- und Verbindungsbauten wurden errichtet.
Die älteste Überlieferung, die auf diesen Herrensitz hinweist, stammt aus dem Jahr 1339. Damals wurde das Anwesen noch mit dem Namen „Grub“ bezeichnet und der Besitzer war die Dynastie der Grafenberger. Erwähnt ist, dass ein gewisser Konrad Grafenberger seinem Sohn Alex „das Gut Grub in der Saalfeldner Pfarr“ überließ. Weitere bekannte Besitzer waren sodann die Familie Wispeck, ein Reichenhaller Bürger Schönberger und die Dynastie der Ramseider, die 1579 ausstarben. Deren Erben verkauften an die Gasteiner Gewerken Hans und Christoph Weitmoser. Als Christoph Weitmoser 1603 verstarb, erwarben dessen Erben, die Herren von Ritz, 1604 dieses Schloss und wurden namengebend. Die Söhne des Herren von Ritz gelangten sodann zu großem Reichtum, der aber auch wieder wegen des sehr aufwändigen Lebensstils verloren ging. Bis 1787 blieb Schloss Ritzen im Besitz der Dynastie und gelangte sodann in „bäuerliche“ Hände, zuletzt einer Familie Rohrmoser bis 1937. 1964 erwarb die damalige Marktgemeinde (heute Stadtgemeinde) Saalfelden die Reste dieses alten Herrensitzes, wodurch die Rettung der verbliebenen Bauteile möglich wurde.

## Museum Saalfelden
Seit 1968 beherbergt das Hauptgebäude das Saalfeldner Heimatmuseum mit einer der größten und volkskundlich bedeutendsten Krippensammlungen Österreichs. Viele dieser christlich-religiösen Krippen stammen vom Saalfeldner Krippenbauer Xandi Schläffer. Er verstarb am 18. November 1984. Seine Krippen haben Heimatbezug und im Rahmen der Ausstellung erfährt man: „Er baute Bauernhöfe mit Steindächern und Hausgängen mit ausgezierten Verbretterungen. Er baute immer mit großer Liebe den offenen Stall von Betlehem, dazu aber ganze Krippendörfer aus dem Pinzgau, alles getreu der Natur und um den Stall, der immer Mittelpunkt blieb; und im Hintergrund malte er das Panorama des Steinernen Meeres.“
Das Museum hat eine Ausstellungsfläche von ca. 1.200 m² in insgesamt 22 Schauräumen und ist damit eines der größten Museen des Landes.